# یوساکو تویوشیما
یوساکو تویوشیما (انگلیسی: Yusaku Toyoshima؛ زادهٔ ۶ ژوئیهٔ ۱۹۹۱) بازیکن فوتبال اهل ژاپن است.